# 甲萘氢醌
甲萘氢醌（英語：Menadiol）是一种有机化合物，化学式C6H4(COH)2(CH)(CH3)，带有对苯二酚结构，可被氧化成甲萘醌（维生素K3）。
维生素K4可以指本品，也可以指本品的酯和盐，包括二醋酸酯（醋酸甲萘氢醌）、二丁酸酯、二丙二酸酯、二磷酸酯钠盐（甲萘氢醌二磷酸酯钠、Kappadione）、二硫酸酯钠盐。
在英国，甲萘氢醌二磷酸酯钠被批准用于预防和治疗出血，尤其是和阻塞性黄疸相关的（手术前和术后都用）。这是因为甲萘氢醌和天然维生素K不同，无需胆汁参与即可吸收。主要的缺点是起效慢，大约需要24小时，但效果可以持续几天。可导致溶血性贫血，蚕豆病患者禁用。
动物天然产生甲萘醌时，可能是先还原成甲萘氢醌再转化为MK-4。

醋酸甲萘氢醌
丁酸甲萘氢醌